# Verina supplicella
Verina supplicella är en fjärilsart som beskrevs av Harrison Gray Dyar 1914. Verina supplicella ingår i släktet Verina och familjen mott. Inga underarter finns listade i Catalogue of Life.